# كارشياكا (منطقة)
كارشياكا هي منطقة في مدينة إزمير في تركيا. وتمتد المنطقة لمدة اثني عشر كيلومترًا على طول الساحل الشمالي والشرقي لطرف خليج إزمير.
يقع مركزها على مسافة 6 كم (4 ميل) إلى الشمال من المركز التقليدي لإزمير ، وهو ميدان كوناك في مدينة كوناك على الساحل المقابل.
وهذه المنطقة مجاورة لمناطق مقاطعة مينيمن من الشمال ،وبورنوفا من الشرق وجيزلي من الغرب. إلى جانب كونها مكانًا نشطًا للتجارة والثقافة والأنشطة التعليمية والسياحة ، تتمتع كارشياكا أيضًا بثقافة حضرية تتمحور حول النادي الرياضي Karşıyaka SK ، الذي يحظى بقاعدة جماهيرية كبيرة .

## جيولوجيا
تتكون التكوينات التي تم إنشاؤها في وقت متأخر حول إزمير من كتل من الحجر الرملي والصخر الزيتي والحجر الجيري قد يكون بعضها أكبر من عدة كيلومترات
هذه التشكيلات التي تتم ملاحظتها بشكل عام على التلال حول المنطقة ، هي الأسباب الرئيسية للمقاومة على التلال.
بالإضافة إلى ذلك ، يمكن بسهولة تقدير مجتمع عصر النيوجين من خلال المركبات الإنديزية ذات الأصل البركاني ، حول جبل يامانلار.
ويمكن إدراج هذه الوحدات مثل السيليسيوم ، والألمنيوم ، والصوديوم ، والحمم البركانية التي تحتوي على المغنيسيوم ، وكتل الحمم البركانية.
وتحتوي الحمم أيضًا على بلورات الفلسبار الكبيرة ذات اللون البني المحمر والرمادي المخضر.
تتكون الصخور الرسوبية النيوجينية من الحجر الطيني والحجر الرملي والأحجار الحصوية بينما تتكون فقط من الحجر الجيري في الأعلى.
في بعض الأماكن لوحظ الحجر الطيني على طبقات الحجر الجيري. من الممكن القول أن مقاومة الأرض جيدة نوعًا ما في المناطق المغطاة بالحجر الجيري في الأعلى ، في حين أن مقاومة الأرض منخفضة في المناطق التي تحتوي على طبقات رقيقة من الحجر الجيري متداخلة مع صخور الطين.

## المناخ والبيئة
في هذه المنطقة الخصائص العامة للمُناخ بشكل عام هي مثل مناخ البحر الأبيض المتوسط. الجو ممطر في الشتاء وحار في الصيف.
وكما هو الحال بالنسبة للساحل بأكمله في إزمير ، تستفيد المنطقة بشكل يومي من الرياح الشمالية الغربية التي تسمى "imbat" ، بسبب السفن في خليج إزمير والتي سترسو دائمًا في موقع شمال غرب جنوب شرق ، والتي تُعطي هواءً باردًا في المدينة خلال أيام الصيف.

## الموقع
يغطي الركن الشرقي للمنطقة أيضًا منطقة مستوطنة متفرقة حول المنطقة تسمى Soğukkuyu ، وهي في الأصل قرية ساحلية من التركمان (Yörüks)
استقرّوا هنا في القرن التاسع عشر ، وإلى الشمال منطقة غابات كبيرة.
ويرتبط مركز كارشياكا بمركز إزمير من خلال جدول مزدحم للسكك الحديدية والطرق وعبارات الركاب ، ويعمل على تمديد خط مترو أنفاق إزمير إلى كارشياكا الذي تم تنفيذه بوتيرة سريعة ، وهناك أيضًا روابط طرق جيدة إلى مينمن وألياغا إلى الشمال ، للوصول إلى جاناكالي في شمال غرب تركيا ، وما بعدها.
و في الأصل كانت قرية صغيرة ، ثم ضاحية نائية في إزمير في القرن التاسع عشر ، أصبحت كارشياكا أكبر بكثير ونمت في الستينيات عندما تطورت واجهة المياه كحي سكني مزدهر.

## الاقتصاد
ترتبط ارتباطًا وثيقًا بالتجارة وبناء المساكن والتعليم والأدب ، وهي منطقة شهيرة للمتقاعدين ، ليس فقط في إزمير ولكن أيضًا في جميع أنحاء تركيا ككل.
ويشكل المنطقة الحضرية ما مجموعه 220 ألف مسكن ، ويبلغ متوسط الزيادة السنوية لسكان المنطقة 2.3 في المئة. بعد أن تم بناء منطقة المنطقة بالكامل تقريبًا ، هي اليوم بشكل أساسي مركز سكني للقوى العاملة في صناعة وخدمات إزمير ، الذين ينتقلون بشكل عام للعمل إلى جيزلي المجاورة وبورنوفا ، ألسانكاك عبر الخليج ، أو حتى إلى مواقع أبعد مثل كمال باشا ومانيسا. حصة الزراعة والصناعة في اقتصادها في انخفاض مستمر ، في حين أن الإمكانات السياحية في المنطقة لا تزال مجال مفتوح.
الواجهة البحرية هي الجزء الأكثر ثراءً وهنا يتركز السكان من التاريخ الطويل بشكل عام. تعتبر الأحياء الواقعة على طول المنحدرات أكثر فقرًا ، حيث توجد مساكن من نوع الأحياء الفقيرة في أجزاء ، ولا تزال هذه تتلقى تدفقات الهجرة ، خاصة من منطقة شرق الأناضول في تركيا.
وتضم المنطقة ما مجموعه 11،570 شركة ، 207 منها تم تحديدها على أنها شركات صناعية ، و 3،180 مصنفة تحت التجارة.
وتسع شركات صناعية لديها رأس مال أجنبي كامل أو جزئي و 143 مؤسسة تجارية في المنطقة هم مصدرون مسجلون.
وهناك ثمانية عشر مصرفًا تقدم الخدمات من خلال 61 فرعًا في كارشياكا ، وعدد قليل من الفنادق بسعة إجمالية تبلغ 180 سريرًا.
ويوجد معلم واحد لـ 24 طالبًا وطبيب لـ 1127 مريضًا بشكل عام.
ومعدل معفة القراءة والكتابة مرتفع للغاية حيث يبلغ 92 في المئة. فضلت بيئة الوعي الحضري أيضًا تأسيس عدد كبير من المنظمات المهنية في مجالات متنوعة في كارشيياكا ، بدءًا من التجارة (مثل KASİAD ، BESİAD ، BOGİAD) إلى التعليم ، والتي تركز عادة على المعلمين أو الخريجين من المؤسسات ذات الأصل في المنطقة.